# 承応の鬩牆
承応の鬩牆（じょうおうのげきしょう、「承応の閴牆」とも）は、江戸時代前期の1653年（承応2年）に、浄土真宗本願寺派にて起こった教義紛争。

## 概要

### 発端
紀伊国性応寺の了尊には、月感（肥後国延寿寺）と西吟（豊前国永照寺）という2人の弟子がおり、西吟は本願寺派本山・西本願寺学寮（僧侶の養成機関）の学長職に当たる能化を務めていた。
1653年（承応2年）、月感は西吟の講義を聴いたところ、その内容に自力的・禅的なものが含まれており、他力本願を教義とする浄土真宗にふさわしくないという弾劾状を西本願寺に提出した。これに対して西吟も告訴状を提出し、紛争へ発展した。同年、月感は西本願寺を追われ、東本願寺を頼った。

### 興正寺の介入
西本願寺に隣接する興正寺は当時、西本願寺の脇門跡であった。同寺の19世住持・准秀は月感の姻戚であり、彼に与して『安心相違覚書』を著した。これに対して、西本願寺門主の良如は1654年（承応3年）に『破安心相違覚書』を著して准秀を批判し、同年、良如と准秀は江戸に赴き、江戸幕府に裁判を求めた。北岑大至は、この論争が紛争に発展した背景には、興正寺の西本願寺に対する独立運動があったと指摘している。

### 判決
1655年（承応4年）、幕府は紛争の当事者に対し、西本願寺学寮を破壊することと、准秀を越後国高田へ、月感を出雲国玉造へそれぞれ流罪とする内容の判決を下した。

### 赦免とその後
1658年（万治元年）、准秀と月感は罪を許され、1664年（寛文4年）、月感は末寺とともに真宗大谷派に転ずる。
学寮を破壊された西本願寺は京の町中に医者の屋敷を借りて教育活動を再開するが、「学寮」を名乗ることはできず、以後「学林」と呼ぶようになった。